# Monika Bulaj
Monika Bulaj (Varsavia, 21 maggio 1966) è una fotografa e giornalista polacca naturalizzata italiana.

## Biografia
Fotografa, giornalista, scrittrice di viaggio, documentarista, TED fellow. È specializzata su temi sociali e religiosi.
Nata in Polonia, ha studiato filologia polacca all'Università di Varsavia, frequentando anche corsi di antropologia, storia, biblistica e filosofia. Dal 1993 vive in Italia. Fino al 2002 è stata attrice e regista teatrale e ha dedicato parte del suo lavoro all'insegnamento in campo teatrale. Nel 1985 ha cominciato a fare le sue prime ricerche in Polonia sulle minoranze etniche e religiose e in particolare sui lemki (Łemkowie), la memoria ebraica e sui popoli romaní. Il suo campo di ricerca in seguito si amplia all'Europa orientale, Caucaso, Medio Oriente, Africa, altipiano iranico, Asia centrale, Russia, Afghanistan, Haiti e Cuba.
Dal 2001 espone i suoi lavori fotografici in un centinaio di mostre personali in Italia, Germania, Francia, Egitto, Polonia, Bulgaria, Ungheria, Spagna e in altre collettive negli Stati Uniti, Brasile e Russia.
Dal 2002 pubblica reportage e fotografie sulle fedi e l’intreccio dei loro confini, i popoli nomadi, i diritti e le condizioni sociali degli strati più deboli dei Paesi in cui viaggia, su diversi quotidiani e magazine italiani e stranieri, tra i quali Courrier International, Gazeta Wyborcza, Geo, Corriere della Sera, Internazionale, National Geographic, New York Times, Time, La Repubblica, RevueXXI, Al Jazeera, Granta Magazine, Virginia Quarterly Review.
Ha scritto sceneggiature per i documentari, tra cui per il film Romani Rat (2002) di Maurizio Orlandi, sullo sterminio dei Rom (porajmos), realizzato dalla Associazione Culturale Laboratorio Novecento di Torino.
Regista, fotografa e sceneggiatrice del film documentario Figli di Noè (2006, produttore: Lab80 film).
Ha scritto e interpretato in diversi spazi pubblici NUR. Appunti afghani per la regia teatrale di Daria Anfelli, e Dove gli dei si parlano /Where Gods Whisper, una narrazione che lei chiama "performing reportage, con immagini, film, suoni, canti, storie".
Ha pubblicato libri di reportage letterario e fotografico, con Contrasto, Alinari, Skira, Frassinelli, Electa, Bruno Mondadori, National Geographic.
Il suo reportage Haiti degli spiriti ha rappresentato “La Repubblica” nella sezione Daily Press per il Visa d’Or a Perpignan nel 2015.
Nel 2014 le è stato consegnato il Premio Nazionale Nonviolenza, per la prima volta assegnato ad una donna, con questa motivazione: «per la sua attività di fotografa, reporter e documentarista, capace di mettere in luce l'umanità esistente nei confini più nascosti eppure evidenti della terra, di far vedere la guerra attraverso le sue conseguenze, di indagare l'animo dell'Uomo, la sua ansia di religiosità, di tenerezza e di dignità. Monika Bulaj rende visibile l'invisibile, attraverso l'esplorazione dell'animo delle persone, creando con l'immagine, l'unità dell'umano».
«Il mio obiettivo - ha asserito in occasione della TED Global Fellowship 2011 - è quello di mostrare le luci nascoste dietro il sipario del grande gioco, i piccoli mondi ignorati dai media e dai profeti di un conflitto globale».
Sue opere sono state acquistate da Leica Collections.

## Mostre
Tra le sue mostre si segnalano:
- Trieste - Geografie sommerse, Magazzino delle Idee, 2023
- Lodi - Festival della Fotografia Etica "Broken Songlines" 2019
- Ancona - Polverieria Castelfidardo "Nur. Appunti afghani" 2018
- Amiens - Centre Européen de Création et de Production "Sacred Crossings" 2017
- Colorno - Reggia di Colorno "Nur. Appunti afghani" 2017
- Wroclaw -  The Grotowski Institute "Święte rozdroża" 2016
- Perpignan - Visa Pour l'Image "Haiti of the Souls" 2015
- Milano - BookCity Milano "Dove gli dei si parlano" 2015
- Assisi - Teatro Lyrick "Aure" 2013
- Parigi -  Salon International de la Photographie La Quatrième image» "Nur"  2013
- Vicenza - Basilica Palladiana "Aure" 2013
- Roma -  Palazzo Esposizioni "Obiettivo Afghanistan. La terra oltre la guerra" 2012
- Piacenza - Galleria Ricci Oddi "Donne" 2012
- Trieste - Salone degli Incanti ex Pescheria "Nur/Luce, Appunti afgani" 2012
- Saint-Malo - Festival Etonnants Voyageurs "Les Gens de Dieu, un voyage dans une autre Europe" 2012
- Roma - Auditorium Conciliazione "Aure" 2012
- Venezia - Palazzo Ducale "Nur" 2011
- Barcellona - Centre de Cultura Contemporania "Religioni a Trieste" 2011
- Bologna - Museo ebraico "Il viaggio di Elia" 2010
- Otranto - Castello di Otranto "Aure" 2009
- Gorizia - Festival Internazionale È Storia "Il viaggio di Elia" 2009
- Genova - Palazzo Ducale "Europa verticale" 2009
- Il Cairo - Sama Khana "Aure" 2008
- Mestre - Centro Candiani "Genti di Dio" 2007
- Genova - Loggia della Mercanzia "Rebecca e la pioggia" 2007
- Bergamo - Porta Sant'Agostino "Figli di Noè" 2006
- Passariano - Villa Manin "Dove gli dei si parlano" 2005
- Firenze - Palazzo Medici Riccardi "Donne" 2005
- Bolzano - Fondazione Langer "Menschen Gottes" 2004
- Perugia - Palazzo dei priori Galleria nazionale d'Umbria "Genti di Dio" 2004
- Budapest - Istituto polacco di cultura "Boze dzieci" 2003
- Torino - Festival Identità e differenza "Martinka zingara e altre storie" 2002

## Libri
- "War is Only Half the Story" (Dewi Lewis Publishing 2018, ISBN 9781911306214)
- "Where Gods Whisper" (Contrasto, 2017, ISBN 9788869653148)
- "Nur. Zapiski afgańskie" (National Geographic, 2017, ISBN 9788375967500)
- "Nur. La luce nascosta dell'Afghanistan" (Electa, 2013, ISBN 9788837092054)
- "Genti di Dio", prefazione di Moni Ovadia (Postcart, 2012, ISBN 9788886795890)
- "War is Only Half the Story" (Aa Av vol.4, The Aftermath Project, 2011)
- "Boży Ludzie" (Bosz, 2011, ISBN 9788375761047)
- "Genti di Dio", prefazione di Moni Ovadia (Frassinelli, 2008, ISBN 9788876849312)
- "Rebecca e la pioggia" (Frassinelli, 2007, ISBN 9788876849671)
- "On the Move"  (Skira, 2007, ISBN 9788861304383)
- "Figli di Noè" (Frassinelli, 2006, ISBN 9788876849190)
- "Gerusalemme perduta", con Paolo Rumiz (Frassinelli, 2005, ISBN 8876849041)
- "Donne, storie e progetti" (Alinari, 2005, ISBN 8872924820)
- "Libia Felix" (Bruno Mondadori, 2002, ISBN 9788861591691)

## Riconoscimenti
- European Association for Jewish Culture
  - 2005 - Grant in Visual Arts
- Leonian Award
  - 2018 - Grant in Humanistic Photography
- Premio Chatwin
  - 2011 - Occhio assoluto
- Premio Città di Trieste
  - 2012 - Reportage
- Premio CRAF
  - 2014 - FVG Fotografia
- Premio Francesco Gelmi di Caporiacco
  - 2008
- Premio Luchetta - Hrovatin
  - 2011
- Premio Montale Fuori di Casa
  - 2019 - Sezione Giornalismo Fotografico
- Premio Nazionale Nonviolenza
  - 2018
- Premio Tomizza
  - 20152
- Ted Fellowship
  - 2011
- The Aftermath Project Grant Winner
  - 2011
- Travel grant of Pulitzer
  - 2019 - Center on Crisis Reporting [6]
- Virginia Quarterly Review Prize for Photography
  - 2019